# 必殺スペシャル・新春 決定版!大奥、春日野局の秘密 主水、露天風呂で初仕事
『必殺スペシャル・新春 決定版!大奥、春日野局の秘密 主水、露天風呂で初仕事』（ひっさつスペシャル しんしゅん けっていばん おおおく かすがのつぼねのひみつ もんど ろてんぶろではつしごと）は、1989年1月3日21:03 - 23:54に、テレビ朝日系列で放送された、ABCと松竹（京都映画撮影所、現・松竹撮影所）共同製作のテレビ時代劇。主演は藤田まこと。
必殺シリーズの長時間スペシャル第12弾である。

## 概要
当時NHKで放送されていた大河ドラマ『春日局』のパロディである。ただし、本作に登場する春日野は、徳川家光の乳母の春日局とは別人であり、春日局に由来してそう名乗ったという設定である。
必殺シリーズとしては昭和時代最後の作品でもある（1月7日から年号が平成元年に変わったため）。脚本では事件の発端が大御所の家斎の急逝によるものになっていたが、昭和天皇の崩御の状況と一致するところが多く、社会的影響を考慮して変更となった。

## あらすじ
新年、上野東照宮を訪れた大奥年寄の春日野に甲賀忍者が襲いかかる。しかし、大半は春日野が連れてきた根来流忍者（雑賀衆）に返り討ちにされ、警備に借り出されていた中村主水も、そのうちの1人を斬り伏せる。死に際、彼は裏切られたという言葉を主水に残す。そして春日野を襲った罪で甲賀組屋敷が奉行所に包囲される中、主水は密かに自分が殺した忍者の妻・るいと、その妹・りえを逃がそうとする。無事に奉行所の追手から逃れたものの、2人ははぐれてしまい、さらにるいは記憶喪失となる。るいを見つけた主水は、加代に身柄を預ける。一方、姉を探すりえは、政と出会う。
後日、春日野の命令を受けて主水は大奥へ上がる。春日野は世継ぎ問題で、大奥に不穏の動きがあることを明かし、その調査を主水に頼む。

## キャスト

### 仕事人
- 中村主水（なかむらもんど）

演 - 藤田まこと
表稼業は 南町奉行所の同心。大奥年寄・春日野局の護衛の一人として日光東照宮へ行った際、突如襲い掛かってきた甲賀忍者の一人を切り殺してしまった事に起因して、大奥で渦巻く陰謀に巻き込まれることになる。
ストーリーの後半では、忍者に襲撃された後、そのまま忍者を操っていた黒幕を成敗するために紀州の勝浦へ向かったため、家族や奉行所の同心仲間からは神隠しに遭ったと推測され騒動となる。
- 何でも屋の加代（なんでもやのかよ）

演- 鮎川いずみ
表稼業は何でも屋を営んでいる仕事人たちの密偵。本作では忍者装束のような衣装をまとって仕事にも参戦している。
仕事人の一人である人蛍の五郎に片思いをし、何かとちょっかいをかける。
- 鍛冶屋の政（かじやのまさ）

演-  村上弘明
表稼業は鍛冶屋。陰謀に巻き込まれ、町方に追われる少女・望月りえを保護したことがきっかけで事件にかかわってゆく。
- 人蛍の五郎

演　- 篠田三郎
その道では名うての仕事人。表稼業は不明。大奥の陰謀により仲間を失ったことに怒り、我が身に代えても陰謀の黒幕を成敗しようと意気込むが…。
本作のゲスト仕事人であり、加代に思いを寄せられる。
相手に向かって、人肌の熱がある所に貼り付き青く発光する「人蛍」を飛ばし、人蛍をターゲットマーカーにしてクナイに似た短刀を投げて倒す殺し技を用いる。
- 灰神楽の金平

演 - 石倉三郎
仕事人の一人で五郎の弟分。その名の通り灰を得物とし、ほかの仕事人をサポートする役割を担う。中村座で大奥年寄・春日野局を的とした大仕事を請け負うが、その依頼には裏があった。
- 鉄トンボの弥助

演 - 高峰圭二
その道では名うての仕事人。羽の部分が研ぎ澄まされた鉄で出来た、柄から羽が分離して飛ぶタイプの竹トンボを得物とする。金平が殺されたことに対する黒幕への復讐のため五郎が呼び寄せた仕事人の一人。
- ヤットコの丑

演 - 金子研三
金平が殺されたことに対する黒幕への復讐のため五郎が呼び寄せた仕事人の一人。
その名の通り、やっとこを得物とする。
黒幕を倒すため城に潜入し忍者軍団と戦闘になるが、敵の攻撃から加代と五郎をかばった際、敵が持つ無音銃から発射される針を額をはじめ全身に撃ちこまれ、倒れた後に複数の忍者から刀で刺されて死亡する。

### 仕事人の周辺
- 中村せん（なかむらせん）

演 - 菅井きん
お馴染み主水の姑。子作りに無関心な主水をどやすシーンがあるが、今回は主水をいびることは控えめ。
中村家を訪問した春日野局に煽られたこともあり、中村家から大奥へ親族の女性を送り込もうと意気込む。
- 中村りつ（なかむらりつ）

演 - 白木万理
ご存知主水の細君。今回はせん同様、主水をいびることは少なめであり、後半では主水が神隠しに遭ったと思い、夫の身を案ずる。
- 与力 鬼塚（よりき おにづか）

演 - 西田健
本作では目立った活躍は無し。
- 筆頭同心 田中 （たなかくまごろう）

演 - 山内としお
主水の直属の上司。主水が大奥に呼び出され、主水が犯した不祥事の責任を取らされる事になるのではないかと怯えたり、裏の仕事で勝浦へ行っていたことを隠すため、止む無く神隠しに遭ったふりをした主水に「昼行燈!」という罵声と共に殴り倒されてしまうなど不幸な役回り。

### 大奥
- 春日野局（かすがのつぼね）

演 - 小川真由美（特別出演）
大奥のお年寄。その実力から、徳川家三代将軍・徳川家光の乳母であった春日局に準えられ『春日野局』という名前をいただいている。
私利私欲を満たすため、日々陰謀を巡らせているお手付き中臈たちの醜態を嘆き、何とか将軍家の血筋を守ろうと日々奮闘している苦労人。その将軍家を守るためなら手段を択ばない策謀家の一面があり、日光東照宮における甲賀忍者の事件に端を発するすべての事件を裏で演出していた黒幕である。
見かけによらず武闘派の一面もあり、五郎の投げた短刀を見事な太刀裁きではじき返し、主水の隙をついて刀を突き付ける場面もある。
「朝太郎（あさたろう）」という名前の息子がいる。
- お糸の方（おいとのかた）

演 - 工藤明子
大奥に勤めるお手付き中臈、いわゆる将軍様のお妾の一人。
将軍家の守護者たる春日野局を失墜させ、自分の子供を次期将軍とするために春日野の命で大奥に入り込んだ主水を誘拐し、拷問して情報を引き出そうともくろむ。
- お美代の方（おみよのかた）

演 - 弓恵子
お手付き中臈の一人。お糸の方と同様、春日野の失墜を狙っており、中村座で春日野を美人局まがいの詐欺にかけて追い落とそうとするなど陰謀を巡らせたものの、全てを読み切っていた春日野に返り討ちにされ、全ての罪を着せられたまま暗殺される。

### 根来衆
- 関口佐太郎（せきぐちさたろう）

演 - 渡浩行
春日野を警備するための増援として、紀州から呼び寄せられた新進気鋭の根来衆。
逃亡した望月姉妹の探索を命じられるものの、姉妹の妹であるりえに一目ぼれし、組織を裏切る。
幼名を「朝太郎」といい、左胸に3つのほくろがある。
- 和佐伝内

演 - 林成年
根来衆の棟梁。将軍家を守るためなら手段を択ばない春日野の実働部隊として暗躍する。

### 甲賀忍者
- 望月一学（もちづきいちがく）

演 - 島田順司
甲賀忍者の一人。何者かに依頼され、日光東照宮を襲撃するが警備していた根来集に返り討ちにされ、逃げようとしたところでその場に居合わせた主水に斬られる。
絶命する直前、主水に家族への遺言を託したことが、主水が事件に巻き込まれる発端となる。
- 望月るい（もちづきるい）

演 - 早乙女愛
一学の女房。自身が忍者（くノ一）であるかは不明。
夫に遺言を託された主水により、町方の探索から逃れたものの事故で記憶喪失となり、その後は主水に助けられて加代の家に身を寄せる。
記憶が戻った後、夫の仇をとるべく仕事人への依頼料を工面するために吉原へと身を落としていった。
- 望月りえ（もちづきりえ）

演 - 渡辺典子
るいの妹。自身が忍者であるかは不明だが、人並外れた運動神経を持つ。
姉と共に、主水の手引きで町方の追跡から逃れた直後、はぐれた姉を探し回っている最中に政に匿われることになる。

### その他
- 小鼠市之助（こねずみいちのすけ）

演 - 桂三木助
自称『鼠小僧次郎吉の二代目』を名乗る盗賊。声帯模写の達人であり、思わぬ形で主水の推理をサポートする。
- おえい（おえい）

演 - 黒木香
葛飾北斎の一人娘で、自身も絵師。寄る年波から、手に震えがくるようになった父親の助手を務めており、北斎の描いた骨格に肉付けし、どんな面相でも再現してしまう現在でいう復顔のような技術を持っている。
- 腰元・多聞（こしもと・たもん）

演 - ダンプ松本
お糸の方に仕える怪力の腰元。お糸の命により、主水を誘拐して拷問にかけようとした。
- 腰元

演 - 大森友伽里
お糸の方に仕える腰元。お糸の命により、主水を誘拐して拷問にかけようとした。
- 遠山金四郎

演 - 近藤正臣（特別出演）
泣く子も黙る南町の奉行であり、主水の上司。本作では「遠山の金ちゃん」とも呼ばれ、主水との会話では調子のよさを見せる。大奥の争いに巻き込まれ、投獄されることになった主水を謹慎という形で救済し、身動きの取れない主水に市之助を助手として推薦する。
- 葛飾北斎 - 東野英治郎（特別出演）

実在した大人気浮世絵師。やたらと引っ越しばかりしていたとの現代に伝わる事柄まで劇中で言及されている。
昨今は寄る年波から手に震えがくるようになったが絵師としては健在であり、声を聞いただけでその対象がどんな骨格をしているかを瞬時に判断して描き起こすことが出来る。
北斎が描いた骨格に、娘であるおえいが肉付けすることにより、現在の復顔にも匹敵する技術が可能となる。

## スタッフ
- 制作 - 山内久司（朝日放送）
- プロデューサー - 奥田哲雄・辰野悦央（朝日放送） 櫻井洋三・佐生哲雄（松竹）
- 脚本 - 吉田剛
- 音楽 - 平尾昌晃
- 編曲 - 竜崎孝路
- 撮影 - 藤原三郎
- 照明 - 林利夫
- 録音 - 中路豊隆
- 調音 - 鈴木信一
- 編集 - 園井弘一
- 殺陣 - 布目真爾
- 記録 - 竹内美年子
- 制作主任 - 黒田満重
- 進行 - 阿曽芳則
- 現像 - IMAGICA
- プロデューサー補 - 中嶋等
- 助監督 - 加島幹也
- ナレーター - 玉井孝
- 制作協力 - エクラン演技集団、新演技座、京都映画撮影所（現・松竹撮影所）
- 監督 - 石原興
- 制作 - ABC、松竹

## 主題歌
- 山下雄三「荒野の果てに」
作詞：山口あかり、作曲：平尾昌晃、編曲：竜崎孝路
『必殺仕掛人』主題歌。